# Yenice, Hüyük
Yenice là một xã thuộc huyện Hüyük, tỉnh Konya, Thổ Nhĩ Kỳ. Dân số thời điểm năm 2011 là 114 người.